# Non, ma fille, non !
Pour plus de détails, voir Fiche technique et Distribution.
Non, ma fille, non ! (No, My Darling Daughter) est un film britannique réalisé par Ralph Thomas, sorti en 1961.

## Synopsis
L'homme d'affaires Sir Michael Carr ne sait pas comment faire avec sa fille Tansy. Un de ses amis proches, le général en retraite Henry Barclay, a le même genre de problèmes avec son fis Thomas, qui a quitté l'armée et a démissionné de l'entreprise de Carr.
Tansy rencontre par hasard Cornelius Allingham, un Américain, au bureau de son père. Les deux jeunes gens deviennent vite inséparables, elle lui montre Londres, à l'insu de son père. Lorsque Carr doit se rendre pour affaires à New York, il envoie Tansy en Écosse retrouver le Général Barclay qui y est parti pêcher. Elle s'arrange en secret pour y retrouver Cornelius. Ils visitent le pays sur le scooter de ce dernier et font du camping, Cornelius couchant en dehors de la tente. Lorsque Carr réalise que sa fille a disparu, il trouve des photos de Cornelius, imagine le pire et lance une chasse à l'homme nationale.
Thomas, qui avait déjà dû sortir Tansy de différents problèmes, utilise son entraînement militaire pour rechercher le couple. Il les retrouve, assomme Cornelius, et ramène Tansy à Londres contre son gré.
Lorsque Cornelius se réveille, il découvre qu'il est recherché par la police. Il se tourne alors vers Carr, à qui il révèle qu'il en fait le fils de son associé. Rassuré sur le fait que sa fille n'a pas été victime d'un chasseur de dot, Carr donne sa bénédiction à leur mariage. Toutefois, Thomas se rend  compte qu'il est amoureux de Tansy et lorsque celle-ci l'embrasse elle réalise qu'elle éprouve les mêmes sentiments pour lui, et ils s'enfuient. Le Général Barclay est furieux tout d'abord, jusqu'à ce que Carr lui rappelle que c'est ce qu'ils avaient tous deux espéré.

## Fiche technique
- Titre original : No, My Darling Daughter
- Titre français : Non, ma fille, non !
- Réalisation : Ralph Thomas
- Scénario : Frank Harvey, d'après la pièce de théâtre Handful of Tansy de Kay Bannerman et Harold Brooke
- Direction artistique : Maurice Carter
- Costumes : Yvonne Caffin
- Photographie : Ernest Steward
- Son : Dudley Messenger
- Montage : Alfred Roome
- Musique : Norrie Paramor
- Production exécutive : Earl St. John
- Production : Betty E. Box
- Société de production : Five Star Films, The Rank Organisation
- Société de distribution : J. Arthur Rank Film Distributors
- Pays d'origine :  Royaume-Uni
- Langue originale : anglais
- Format : Noir et blanc — 35 mm — son mono
- Genre : Comédie
- Durée : 97 minutes
- Dates de sortie : 
  - Royaume-Uni : 22 août 1961
  - France : 25 juillet 1962

## Distribution
- Michael Redgrave : Sir Matthew Carr
- Michael Craig : Thomas Barclay
- Roger Livesey : Général Henry Barclay
- James Westmoreland : Cornelius Allingham
- Juliet Mills : Tansy Carr
- Renee Houston : Miss Yardley
- Joan Sims : une dactylo
- Peter Barkworth : Charles
- David Lodge : Flanigan
- Carole Shelley : une dactylo
- Victor Brooks : un policier
- Court Benson : Allingham
- Ian Fleming : le vicaire
- Terry Scott : le constable